# Fender Rhodes
Fender Rhodes elektronisk piano opfundet af Harold Burroughs Rhodes (1910-2000)
Fender Rhodes klaveret er et mekanisk klaver, der fungerer på næsten samme måde som et akustisk klaver, dog er der ingen strenge. Men derimod en form for ”stemmegaffel” der bliver anslået af en hammer. Lyden er klokke-agtig
Foran hver stemmegaffel er der monteret en pickup, der opfanger lyden.
Derfor kræves der en forstærker til at gengive lyden.
De mest typiske forstærker-modeller brugt sammen med Rhodes er Fender Twin Reverb og Roland Jazz chorus.

## Tidlige år
Harold Rhodes var oprindeligt klaverlærer, men da han var soldat under anden verdenskrig opfandt han, og udviklede, et lille klaver de amerikanske soldater kunne få tiden til at gå med, mens de lå sårede på felthospitalet.
Ideen var fra Harolds side, at det skulle være muligt at spille på det mens man lå i sengen.
De første modeller havde 32 toner og tangenterne var små.

## Leo Fender
Efter anden verdenskrig arbejdede Rhodes videre på sin ide om et elektrisk klaver i fuld størrelse som et rigtigt klaver.
Og i 1959 startede han et samarbejde med datidens største musik-instrument producent Leo Fender.
Rhodes havde udviklet et el-piano med i alt 73 tangenter, og Leo Fender var med til at udvikle de pickupper, der sad i Rhodes klaveret.
Men Leo Fender var ikke tilfreds med klangen i de lyse toner, og derfor blev 73 key modellen ikke sat i produktion.
Men der blev lavet en mindre model, der fik navnet Fender Rhodes Bass piano, en 32 key version af de dybe tangenter af det oprindelige 73 key piano.

## Fender CBS
Leo Fender solgte Fender Company i 1964 til CBS for 13.000.000$.
De nye ejere havde tiltro til Harold Rhodes ide om et el klaver med 73 keys (tangenter)
Det nye el klaver havde en 50 watt forstærker og en indbygget tremolo.
Det gik under navnet Fender Rhodes Electric Piano.
De følgende år gik det dog småt med salget.

## Succes
Først da Miles Davis i 1969 introducerer Fender Rhodes på pladen Bitches Brew kom der for alvor salg i Fender Rhodes klaveret.
Datidens store Jazz musikerne havde taget Rhodes klaveret til sig.
Herbie Hancock, Chick Corea, Joe Zawinul og Ramsey Lewis spillede nu på Fender Rhodes.
Harold Rhodes udviklede en model med 88 keys, og i 1970 – for at gøre Rhodes klaveret mere transportvenligt -
kom Stage modellen Mark 1 uden indbygget suitcase forstærker.
Fender havde svært ved at følge med den store efterspørgsel. Produktionen lå på 500 modeller om dagen.
I 1975 kom Mark 2 som havde en mere klokkeagtig lyd, og Fender Rhodes hed nu "bare" Rhodes, Fender navnet blev sløjfet i respekt for Harold Rhodes.

## Krisen
I starten af 80'erne udviklede Fender en ny model Rhodes Mark 3 EK 10, som var en sammenblanding af det mekaniske Rhodes og en synthesizer del. Mark 3 blev et mega flop. Da Fender ikke havde megen erfaring i at udvikle synthesizer, var der store problemer i at få synthesizeren til at virke ordentligt.
Der var endvidere mange problemer med tangenter og hammere, som var lavet i billig plastik, der var i så dårlig kvalitet, at den simpelthen knækkede.
Mark 3 nåede at blive lanceret i Japan, inden Fender skrottede modellen.
Hele Fenders lager med over tusindvis af Mark 3 blev simpelthen destrueret, da det var for dyrt at reparere dem, der var solgt.
Fender nåede at lancere Mark 5 i 1984, som var et Rhodes i god kvalitet. Man var gået tilbage til trætangenter efter floppet med Mark 3.
Der blev bl.a. fremstillet 3 stk. med Midi (bl.a. Spiller Chick Corea på denne Midi model), men konkurrencen fra de billige synthesizere gjorde det svært for det store tunge og dyre Rhodes.
I takt med at synthesizerne blev bedre og billigere, faldt efterspørgslen på Rhodes til nulpunktet. Og da Yamaha DX7 blev lanceret i 1984 var det Rhodes klaverets endeligt, for DX 7 havde en syntetisk Rhodes lyd, der blev meget populær i 80'erne. I 1985 solgte Fender-fabrikken Rhodes navnet til Roland.
Til Harold Rhodes store fortrydelse lavet Roland efterfølgende nye digital klaverer under Rhodes navnet, dog uden succes.

## Renaissance
I 1996, 86 år gammel, købte Harold Rhodes Rhodes navnet tilbage fra Roland, for at skabe det ultimative Rhodes klaver. Det byggede på de gamle mekaniske principer, dog har den nye model Midi.
Under udvikling af det nye Rhodes klaver døde Harold Rhodes i 2000, 89 år gammel.
Dog arbejder folkene under Harold Rhodes videre og i Januar 2007 bliver det nye Rhodes mark 7 præsenteret